# Юкка Пойка
Ю́кка По́йка (фин. Jukka Poika, настоящее имя — Ю́кка Ро́усу, фин. Jukka Rousu; род. 19 июля 1980, Хаукипудас, Оулу)) — финский исполнитель регги.

## Творчество
Был участником таких групп, как Soul Captain Band и Kapteeni Ä-ni. С 2007 года выпускает сольные альбомы. Его третья студийная работа Kylmästä lämpimään (2010) заняла второе место в финском чарте и получила золотой сертификат, а второй сингл с этого альбома «Mielihyvää» вошёл в лучшую десятку на родине музыканта. В 2011 году Юкка Пойка впервые возглавил финский чарт с синглом «Silkkii».

## Сольная дискография

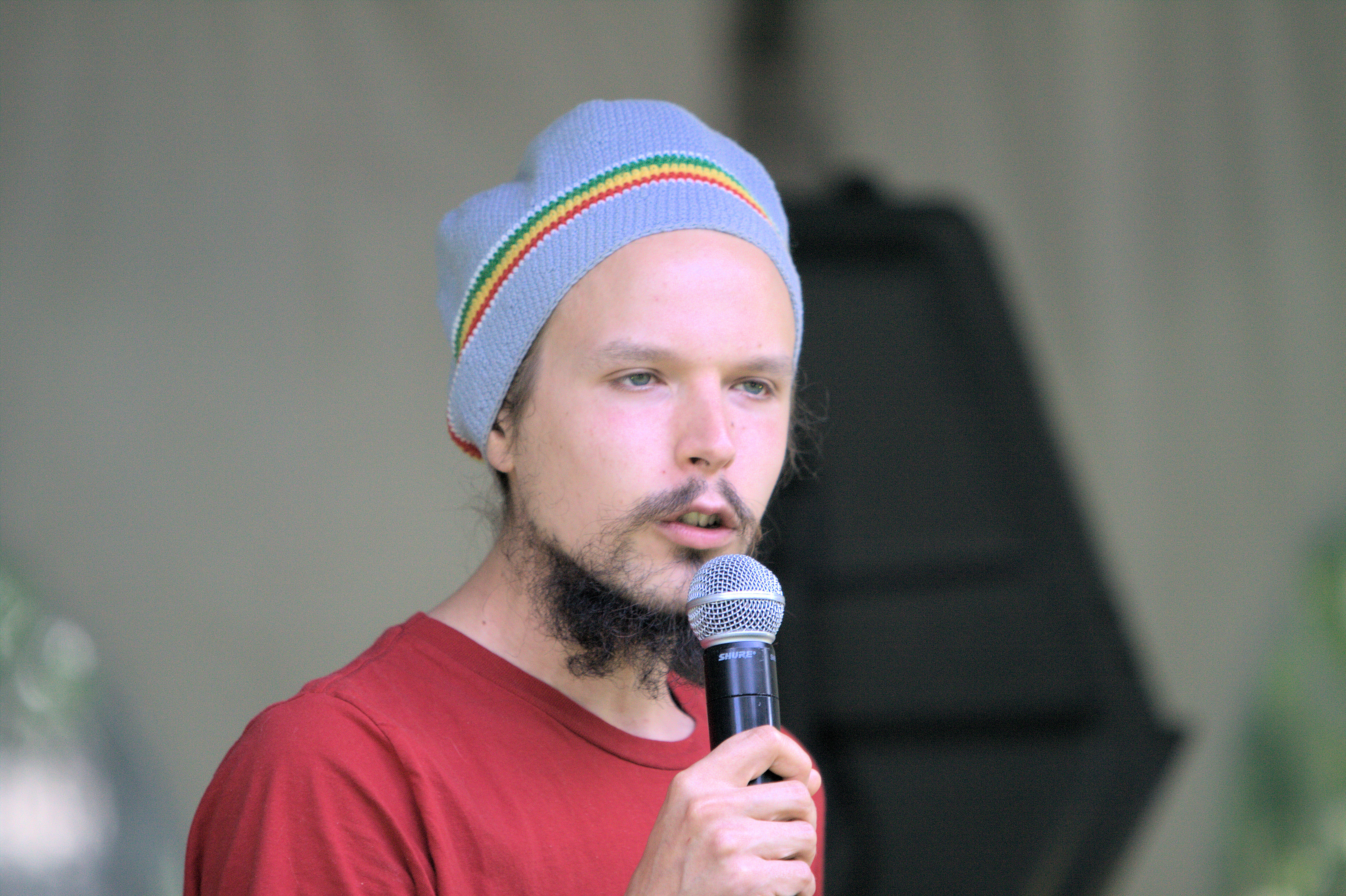

### Альбомы
- Äänipää (2007)
- Laulajan testamentti (2008)
- Kylmästä lämpimään (2010)
- Yhdestä puusta (2012)

### Синглы
- «Ei kilpailuu» (2004)
- «Matalaenergiamies» (2008)
- «Mielihyvää» (2010)
- «Ikirouta» (2010)
- «Kylmästä lämpimään» (2011)
- «Silkkii» (2011)